# Tallis Obed Moses
Tallis Obed Moses (n. 24 de octubre de 1954) es un pastor y político vanuatense. Se desempeñó como Presidente de Vanuatu desde 2017 hasta 2022, tras el fallecimiento de Baldwin Lonsdale.

## Biografía
Moses es originario de Port Vato, West Ambrym. Asistió a la escuela primaria de 1964 a 1967. Más tarde trabajó para el servicio de enseñanza como profesor en varias escuelas, antes de asistir al Tangoa Presbyterian Bible Institute en South Santo en 1978. Estudió en el Sydney Missionary and Bible College en Australia de 1980 a 1981 y se graduó con Diploma en Divinity and Mission. Posteriormente estudió en el Centro de Capacitación Ministerial de Talua entre 1985 y 1986, donde se graduó con un Diploma en Teología. Regresó a Australia en 1989 y estudió en el Alan Walker College of Evangelism, donde se graduó en 1989 con Certificado de Mérito.
Moses también sirvió como pastor en Erromango, Ranon en North Ambrym, Luganville y Bamefau. Pastor de larga trayectoria y ex moderador de la Iglesia Presbiteriana de Vanuatu (elegido en 2009 y nuevamente en 2013) después de recibir entrenamiento religioso y educación en Australia y Papúa Nueva Guinea cuando fue elegido entre los 16 candidatos después de cuatro rondas de votación (recibió 40 votos de un total de 57 del Colegio Electoral) para suceder a Baldwin Lonsdale, que falleció en el cargo.
Moses ha sido criticado por la comunidad internacional debido a su participación en actividades ilícitas relacionadas con las apuestas deportivas.